# Delavan (thị trấn), Wisconsin
Delavan là một thị trấn thuộc quận Walworth, tiểu bang Wisconsin, Hoa Kỳ. Năm 2010, dân số của thị trấn này là 4.855 người.